# Оливер Ентони
Кристофер Ентони Лунсфорд, који наступа под именом Оливер Ентони, јесте амерички кантри-фолк певач и текстописац. У августу 2023. самостално је објавио сингл „Rich Men North Of Richmond“, који је дебитовао на првом месту Billboard Hot 100, чиме је Ентони постао први уметник који је дебитовао на врху листе без икаквог претходног музичког искуства било ког типа.

## Каријера
Лунсфорд је апалачки певач кантри-фолк жанра. Он је усвојио име свог деде „Оливер Ентони“ као уметничко име у част пеиорда велике депресије у којој је живео. Ентони свира резонаторску гитару и за њега се каже да има „храпав“ или „изразит, тежак призвук“; Дон Цусиц је описао Ентонијев стил као напоран и искрен, са „гласом који само продире“.
Ентони је почео да пише музику 2021. године, а од 2022. објављује музику на Спотифају као „Oliver Anthony Music“. Винстон Маршал је упоредио Ентонијево извођење на његовој песми Doggonit са перформансом лика из Hillbilly Elegy. На Ентонијево музичко стваралаштво утицао је Хенк Вилијамс.
Рекао је да је „почео да добија поруке од људи у којима су говорили колико им је музика помогла у њиховим животним борбама“ и да му је то дало сврху. „Осећао сам се као да не само губим време.“
Ентони се пет година борио са проблемима менталног здравља и злоупотребом алкохола, а према кориснику Твитера Џејсону Хауертону који га је интервјуисао, у јулу 2023. Ентони је доживео велики духовни пад и обећао Богу да ће се отрезнити ако му помогне да прати своје сан. Отприлике 30 дана касније, музички канал у Западној Вирџинији radiowv замолио га је да сними песму за свој YouTube музички канал, а резултат је био песма „Богати људи северно од Ричмонда“.
Ентони је 13. августа извео бесплатан наступ на пијаци у Барку, Северна Каролина, коју је Ентони отворио читањем стихова из Псалма 37 о зликовцима. Придружио му се и гост изненађења Џејми Џонсон. Истог месеца, шест других Ентонијевих песама је рангирано у iTunes топ 20, док се пет осталих рангирало у првих 10, укључујући „I've Got to Get Sober“, која је достигла 3. место на Епл платформи.
„Ain't Gotta Dollar“ је песма о самоодрживости без трошења новца. Њу су критичари рангирала као четврту најбољу Ентонијеву песму. Композиција је такође достигла прво место на листи Viral 50 у оквиру Спотифаја и друго на iTunes. Ентони је приметио да су му се шира публика обратили желећи да изрази како се ова песма „на снажан начин повезала са њима“.
У објави на Фејсбуку од 17. августа, Ентони је описао оно што верује да су разлози његове популарности: „Написао сам музику коју сам написао јер сам патио од проблема менталног здравља и депресије. Ове песме су се повезале са милионима људи на тако дубоком нивоу јер их пева неко ко осећа речи у тренутку када су певане. Без уређивања, без агента, без срања. Само неки идиот и његова гитара.“
Ентонијев други документовани јавни концерт, у Мојоку, СК, отворен је на, како је Биллбоард описао као „јединствен начин“, док је он читао одломак из Библије.

### „Rich Men North of Richmond“
Видео Ентонија који изводи „Rich Men North of Richmond“ постављен је на Јутјуб 8. августа 2023. и одмах је постао виралан. Билборд га је описао као да се бави „политичарима, порезима, социјалном и другим питањима из перспективе радника који се боре“, а различити извори вести описују теме у њему као антиестаблишментске, конзервативне или конспиративне. Објавиле су га личности укључујући кантаутора Џона Рича, подкастера Џоа Рогана и политичке коментаторе Џека Пособија и Мета Волша. Песма је за неколико дана заузела прво место на америчкој iTunes листи свих жанрова, NBC News је известио да је оригинални видео снимак имао преко девет милиона прегледа у периоду од пет дана, и приметио је коментар на њега који је привукао 11.000 лајкова: „И баш тако сте постали глас 40 или 50 милиона радника.
Песма је пуштeна на првој дебати републиканаца, због чега је Оливер Ентони рекао да је „разочаран и бесан”.

### Будући излаз
Док су све песме које је Ентони објавио пре песме „Rich Men North of Richmond“ снимљене на његов мобилни телефон, у року од неколико дана од објављивања те песме, Џон Рич је јавно понудио продукцију Ентонијевог првог албума. Билборд је 16. августа говорио о музичкој индустрији која „храни лудило“, извјештавајући да им је један шеф издавачке куће рекао: „Мислим да никада раније нисам видио нешто слично овоме“. Сам Ентони је истог дана на својој Фејсбук страници написао да ме „сви у ’индустрији’ пожурују да нешто потпишем, али ми само сада желимо да идемо полако“.
Још пет акустичних песама снимљено на Ентонијевој фарми на истим сесијама као и Rich Men, које ће ускоро бити објављене. Урађене су резервације концерата Ентонија до краја 2023,.

### Наступи уживо
• Пијаца Морис, Барко, Северна Каролина, 13. август 2023.
• Eagle Creek Golf Club and Grill, Мојок, Северна Каролина, 19. август 2023.

## Први
Поред тога што је био први текстописац који је дебитовао на врху Billboard Hot 100 а да у свом раду никада није био укључен на листу. Ентони је први мушки текстописац који је 13 песама истовремено уврстио у топ 50 најпродаванијих дигиталних песама док је још жив— Принс и Мајкл Џексон су премашили тај број тек након њихове смрти.

## Лични живот
Од августа 2023. Ентони је живео у камперу од 750 долара на имању ван цивилизације, где је рекао да намерава да узгаја стоку. Напустио је средњу школу 2010. године са 17 година, а касније је стекао диплому општег образовања. Радио је на индустријским пословима у Северној Каролини и Вирџинији. У фабрици папира у Северној Каролини 2013. године доживео је несрећу на раду која му је сломила лобању, због чега није могао да ради пола године. Према соптевеној објави на Фејсбуку, Ентони је радио је у спољној продаји у производњи, посећујући фабрике и радна места, од 2014. до 2023. године.
Ентони је у видео снимку у августу 2023. рекао да није страначки опредељен.

## Дискографија

### Синглови
| Наслов | Година | Највиша позиција на музичким ранг листама | Највиша позиција на музичким ранг листама | Највиша позиција на музичким ранг листама | Највиша позиција на музичким ранг листама | Највиша позиција на музичким ранг листама | Највиша позиција на музичким ранг листама | Највиша позиција на музичким ранг листама |
| Наслов | Година | US                                        | US Country                                | AUS                                       | CAN                                       | IRE                                       | UK                                        | WW                                        |
| --- | ------ | ----------------------------------------- | ----------------------------------------- | ----------------------------------------- | ----------------------------------------- | ----------------------------------------- | ----------------------------------------- | ----------------------------------------- |
| „Ain't Gotta Dollar“                                                                                           | 2022   | 82                                        | 21                                        | —                                         | —                                         | —                                         | —                                         | —                                         |
| „Rich Man's Gold“                                                                                              | 2022   | —                                         | —                                         | —                                         | —                                         | —                                         | —                                         | —                                         |
| „Cobwebs and Cocaine“                                                                                          | 2022   | —                                         | —                                         | —                                         | —                                         | —                                         | —                                         | —                                         |
| „Virginia“ | 2022   | —                                         | —                                         | —                                         | —                                         | —                                         | —                                         | —                                         |
| „Hell on Earth“                                                                                                | 2023   | —                                         | —                                         | —                                         | —                                         | —                                         | —                                         | —                                         |
| „Between You & Me“                                                                                             | 2023   | —                                         | —                                         | —                                         | —                                         | —                                         | —                                         | —                                         |
| „Feeling Purdy Good“                                                                                           | 2023   | —                                         | —                                         | —                                         | —                                         | —                                         | —                                         | —                                         |
| „I Want to Go Home“                                                                                            | 2023   | —                                         | —                                         | —                                         | —                                         | —                                         | —                                         | —                                         |
| „Always Love You (Like a Good Ole Dog)“                                                                        | 2023   | —                                         | —                                         | —                                         | —                                         | —                                         | —                                         | —                                         |
| „Doggonit“ | 2023   | —                                         | —                                         | —                                         | —                                         | —                                         | —                                         | —                                         |
| „Stuck Living in the New World“                                                                                | 2023   | —                                         | —                                         | —                                         | —                                         | —                                         | —                                         | —                                         |
| „Long Gone“ | 2023   | —                                         | —                                         | —                                         | —                                         | —                                         | —                                         | —                                         |
| „VCR Kid“ | 2023   | —                                         | —                                         | —                                         | —                                         | —                                         | —                                         | —                                         |
| „90 Some Chevy“                                                                                                | 2023   | —                                         | —                                         | —                                         | —                                         | —                                         | —                                         | —                                         |
| „I've Got to Get Sober“                                                                                        | 2023   | —                                         | 35                                        | —                                         | —                                         | —                                         | —                                         | —                                         |
| „Rich Men North of Richmond“                                                                                   | 2023   | 1                                         | 1                                         | 66                                        | 8                                         | 39                                        | 64                                        | 2                                         |
| "—" означава композиције које нису заузеле место на некој од званичних листи или нису објављене у том региону. |        |                                           |                                           |                                           |                                           |                                           |                                           |                                           |